# Marc Merger
Marc Merger est un professeur d’économie français devenu paraplégique à la suite d'un accident. Il est le premier à s'être fait implanter une puce lui permettant d’activer les muscles des jambes. Il est aussi engagé politiquement à Strasbourg.

## Une première médicale

### L’opération
Le 28 décembre 1991 un accident de voiture à Strasbourg rend Marc Merger paraplégique, il passe cinq jours dans le coma et perd l’usage de ses jambes. N’ayant plus usage de ses membres inférieurs, il doit se déplacer en fauteuil.
Marc Merger se met à disposition du programme européen Lève-toi et marche (Stand Up And Walk ou SUAW en anglais) en tant que volontaire. Il répond donc à une proposition du Pr Pierre Rabischong (de), le coordinateur du programme. Ce dernier réalise une opération sur M. Merger en 1999 au centre neurologique Propara de Montpellier. Ce centre est spécialisé dans la rééducation de tétraplégiques.
Lors de cette opération longue de dix heures furent mises en place dix électrodes posées sur les principaux muscles des membres inférieurs et reliées à un boîtier sous l’abdomen. Un second boîtier situé à l’extérieur du corps calcule les impulsions à envoyer aux muscles et les communique par des ondes électromagnétiques au premier boîtier. Cette première opération est un échec, ce qui nécessita une seconde opération.

### Les résultats
À la suite de la seconde opération, Marc Merger peut réaliser des pas en stimulant les muscles de ses jambes par le dispositif implanté. Des impulsions de courant de 20 mA sont générées par le boîtier interne. La marche est saccadée et ne paraît pas naturelle car la coordination effectuée par le cerveau manque ; toutefois, la personne est portée par ses propres muscles, cela est possible car ils n’ont pas été endommagés.
Le professeur Rabischong explique : « l’électrostimulation ne constitue en aucun cas une solution thérapeutique à la section de la moelle épinière. D’abord parce qu’elle ne permet pas de réparer la lésion proprement dite, mais seulement d’utiliser les muscles encore fonctionnels. ».
Marc Merger témoigne que l’opération l’aide dans sa vie quotidienne : « Désormais je peux me promener chez moi à l’aide d’un déambulateur et d’un ordinateur que j’actionne moi-même. » Il écrit un livre publié chez Laffont pour raconter son expérience.

## Engagement politique
Marc Merger milite au MoDem en 2007 et figure sur la liste UMP menée par Fabienne Keller lors des élections municipales de 2008 à Strasbourg,. Il est élu sur cette liste et siège au conseil municipal. En 2010, il soutient la liste de Philippe Richert pour le second tour des élections régionales ce qui lui vaut son exclusion du MoDem. Il adhère ensuite à l’UDI dont il est suspendu en janvier 2013 à la suite de son soutien à l’UMP face à l’UDI. À la suite des élections municipales de 2014 à Strasbourg il n’est plus conseiller municipal.